# Die Schnitter (Iwan Bunin)

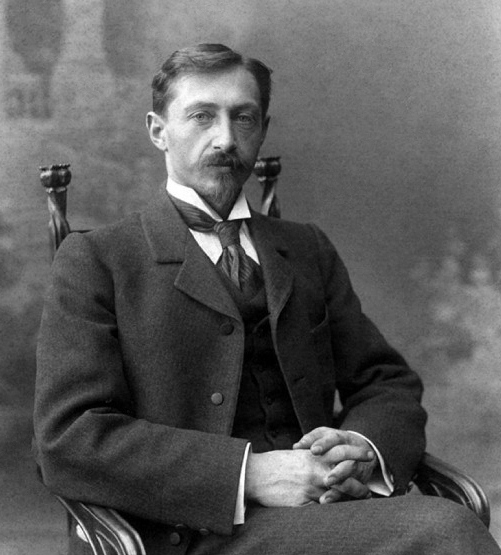
Iwan Bunin im Jahr 1901 auf einem Foto von Maxim Dmitrijew

Die Schnitter (russisch Косцы, Koszy) ist eine Kurzgeschichte des russischen Nobelpreisträgers für Literatur Iwan Bunin, die 1921 in Paris entstand und 1923 in dem Almanach Medny wsadnik (Der eherne Reiter) in Berlin erschien.

## Überblick
Gibt es noch Hoffnung? Das ist die große Frage. Iwan Bunin entsinnt sich, wie er in seiner Orjoler Heimat Wanderarbeiter aus Rjasan beobachtete. Dieses eingespielt-disziplinierte Männerteam mähte einst im Juni am Wald professionell einen breiten Schwad Gras. Jene Überbreite kam durch koordiniertes Sensen im Takt zustande. Der Beobachter hatte eine Arbeitspause abgewartet und dann das Gespräch gesucht. Die Schnitter waren freundlich auf den Passanten eingegangen. Die Rjasaner verzehrten gekochte Fliegenpilze. Eine Warnung des einheimischen Passanten vor dem Gift hatten sie lachend übergegangen, denn es schmecke fein wie Huhn.
Bunin, der sich anno 1921 in Paris schreibend der verlorenen Heimat erinnert, betrauert in dem kleinen Text den Verlust eines früher unverlierbar geglaubten Gefühls: Wohin der russische Mensch – hier der Wanderarbeiter – auch ziehen mochte, stets bliebe über ihm der Heimathimmel; „das grenzenlose heimatliche Rußland“. Und der Dichter – sich des zauberkräftigen Gesanges der Schnitter bei ihrer Arbeit erinnernd – schließt resignierend mit dem Emigranten-Apodiktum: „… alles hat seine Zeit … für uns ist das Märchen vorbei.“

## Rezeption
Kasper schreibt 1985, Bunin male aus der Pariser Ferne eine Idylle vom heimatlichen Russland.

## Deutschsprachige Ausgaben
Verwendete Ausgabe
- Die Schnitter. Deutsch von Ilse Tschörtner. S. 38–43 in: Karlheinz Kasper (Hrsg.): Iwan Bunin: Dunkle Alleen. Erzählungen 1920–1953. 580 Seiten. Aufbau-Verlag, Berlin 1985